# قنتب
قنتب هي قرية تقع شمال شرق مسقط. تشتهر بشاطئها منخفض المستوى وأحد أفضل شواطئ سلطنة عمان للاسترخاء، ويحيط به مجموعة من الجبال والبيوت الصغيرة المميزة. يوجد بها "جوهرة مسقط" وهي سفينة مبنية على تصميم حطام سفينة شراعية (دهو) عُثر عليها قبالة ساحل جزيرة بليتونغ بإندونيسيا عام 1998 وانتُشلت وهو بجهدٍ مُشترك بين حكومتي عمان وسنغافورة.